# Carlo Conti (matematico)

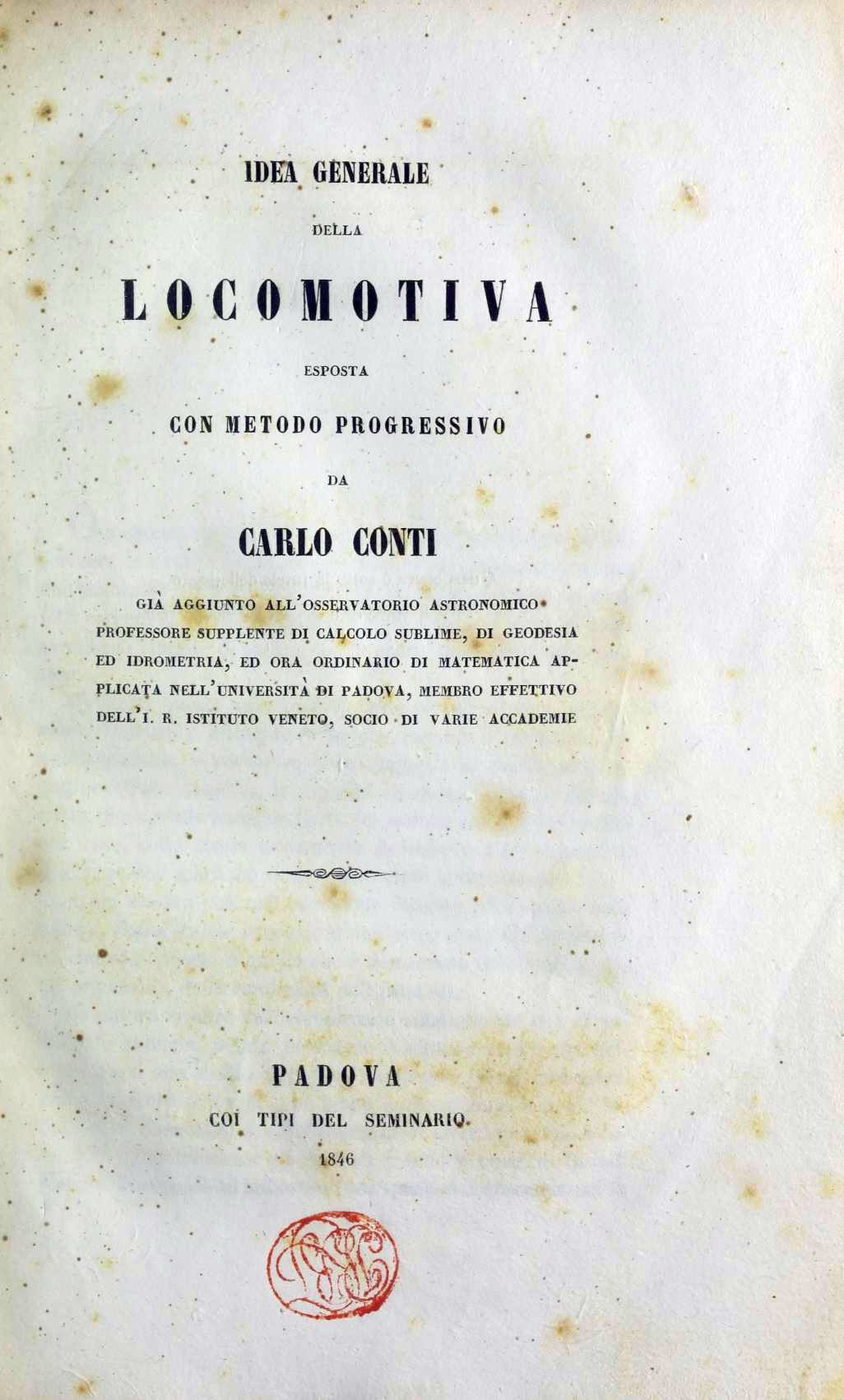
Idea generale della locomotiva, 1846

Carlo Conti (Legnago, 9 febbraio 1802 – Padova, 23 aprile 1849) è stato un matematico italiano.

## Biografia
Originario di Legnago, frequentò l'Università di Padova, dove si interessò di filosofia, matematica, anatomia, chimica e botanica. Una volta laureatosi, prima lavorò come ingegnere, poi intraprese la carriera universitaria presso la propria alma mater, dove iniziò come assistente di fisica, poi vinse un concorso per un posto presso l'osservatorio astronomico di Padova ed in seguito ebbe la cattedra di varie discipline presso la locale università. All'intensa attività scientifica, perdurata lungo tutta la sua carriera accademica, affiancò la pubblicazione di vari articoli, volumi e saggi su svariate discipline - ad esempio sulla demografia e sulla fisica e alla geotermia legate all'ingegneria ferroviaria - e si dedicò con grande passione ed interesse alla divulgazione scientifica.

## Opere
- Idea generale della locomotiva, Padova, Tipografia del Seminario, 1846.